# Box Car Racer
Box Car Racer a fost o trupă de pop punk înființată în San Diego, California în 2001. Grupul era format din chitaristul și vocalistul Tom DeLonge și toboșarul Travis Barker din Blink-182, alături de David Kennedy din trupa Hazen Street. Anthony Celestino s-a alăturat mai târziu în turneu ca basist. DeLonge a creat proiectul pentru a da curs unor idei mai întunecate pe care le-a simțit nepotrivite pentru Blink-182. Box Car Racer a fost parțial inspirată de și este văzută ca un tribut adus trupelor Jawbox, Quicksand, Fugazi și Refused.
Trupa a înregistrat albumul său de debut eponim Box Car Racer rapid cu un spirit de genul „Do It Yourself”. MCA Records a lansat singurul album al trupei în mai 2002. Acesta a ajuns în Billboard 200 pe locul 12. Single-urile „I Feel So” și „There is” s-au clasat de asemenea în topul Modern Rock Tracks, primul dintre acestea ajungând pe locul 8. Trupa a pornit în singurul lor turneu prin America de Nord în toamna anului 2002, avându-i în deschidere pe cei de la The Used. Proiectul a fost în mare parte cauza tensiunilor continue dintre DeLonge și colegul său din Blink-182 Mark Hoppus și a influențat inevitabil următorul album mai experimental al trupei, Blink-182 (2003). Delonge a încheiat proiectul la mijlocul lui 2003, considerând că și-a atins scopul. Cu toate acestea, trupa de mai târziu a lui DeLonge, Angels & Airwaves, a fost descrisă de acesta ca fiind o continuare a Box Car Racer.

## Istorie

### Formare și origini

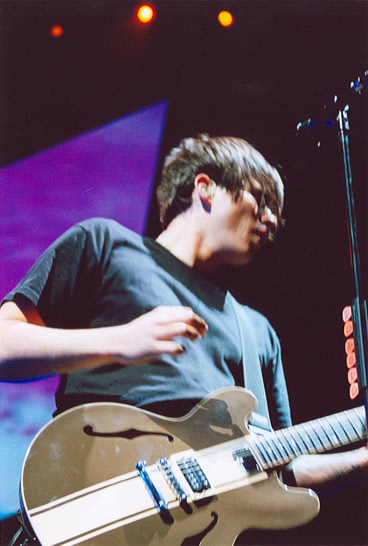
Tom DeLonge a format Box Car Racer în mare parte din cauza amânării sau anulării concertelor din turneul celor de la Blink-182.

Box Car Racer a fost concepută de fostul chitarist/vocalist al Blink-182, Tom DeLonge și formată în timpul unei pauze de turneu. Un tur european al Blink-182 din iarna lui 2001 a fost amânat ca urmare a atacurilor de la 11 septembrie, iar concertele reprogramate la începutul lui 2002 au fost de asemenea anulate din cauza problemelor de spate ale lui DeLonge. Box Car Racer a început să prindă rădăcini atunci când DeLonge a început să cânte la chitara acustică în timpul sesiunilor de înregistrări pentru albumul Take Off Your Pants and Jacket al celor de la Blink-182 și s-a dezvoltat de acolo. Simțindu-se „deprimat” în studio în timpul înregistrării albumului, DeLonge a simțit „un impuls să facă ceva care nu îl încorseta în ceea ce era Blink-182 atunci.” Într-un interviu din 2012, acesta a asemănat starea creativă din Blink-182 cu arta picturii, în care cineva are mai multe culori diferite, dar în cazul Blink-182, folosește doar una.
Potrivit lui DeLonge, proiectul nu era „menit să fie o trupă adevărată”, dar mai degrabă reprezenta „ceva de făcut în timpul liber care era de așteptat să fie foarte jos pe lista priorităților din viața mea și era doar pentru a avea un mod de exprimare creativ experimental.”Proiectul încă fără nume, a avut mai multe posibile denumiri, precum The Kill, iar albumul era inițial intitulat Et tu, Brute?. DeLonge a ales până la urmă Box Car Racer, numele unei trupe din care Barker a făcut parte imediat după liceu împreună cu alți colegi de școală. Deși Barker considera că numele nu are nicio semnificație, Delonge l-a legat de similarități între Cartea Apocalipsei și Al Doilea Război Mondial. În timp ce citea despre război, DeLonge a fost „îngrozit” să afle că Fat Man, bomba atomică care a fost detonată deasupra orașului Nagasaki, a fost lasată de pe bombardierul B-29 Bockscar (scris de obicei greșit ca Boxcar). Albumul a fost inițial conceput ca un „Album în stilul celor de la Violent Femmes” care îi permitea lui DeLonge să își exploreze abilitățile de compozitor mai întunecate departe de Blink-182, dar proiectul a devenit rapid mai zgomotos și mai „băgat în priză” atunci când Barker i s-a alăturat. Ca proiectul să fie complet, DeLonge l-a invitat pe colegul său chitarist David Kennedy, pe care l-a cunoscut în circuitul muzical din San Diego cu ani în urmă.
Kennedy a  început să cânte în trupa straight edge hardcore Over My Dead Body din San Diego și a devenit prieten bun cu DeLonge în vara dinaintea înregistrărilor. Cei doi au vorbit despre trupe, show-uri și scena underground, ceea ce i-a stârnit mai mult interesul lui DeLonge în a-și explora înclinațiile mai tradiționale hardcore punk. „Am petrecut mult timp împreună vara trecută sau oricum...am ajuns să vorbim despre un tip de muzică [cu care] urma să experimentăm...Blink avea niște timp liber [în programul lor] și ne-am spus că o să facem asta și că trebuie să o facem acum,” a spus Kennedy. „Și așa au evoluat lucrurile în trupă, doar petrecând timp împreună, serios.” În ciuda acestui lucru, DeLonge deținea controlul asupra materialului „la un nivel  incredibil de practic.” Materialul înregistrat pe album a fost conceput în timpul toamnei și atunci când muzicienii au intrat în studio, foarte puțin a fost schimbat cu excepția anumitor versuri. Sesiunile au fost dificile în special pentru DeLonge, care suferea de o durere de spate cronică în urma unei hernii de disc. „Când te omoară spatele și trebuie să fii operat, e destul de greu să rămâi concentrat pe momentele mai bune din viața ta,” a spus el într-un interviu pentru MTV News. „Ajungi să scrii toate aceste melodii despre sentimente de tristețe și confuzie.”

### Albumul de debut

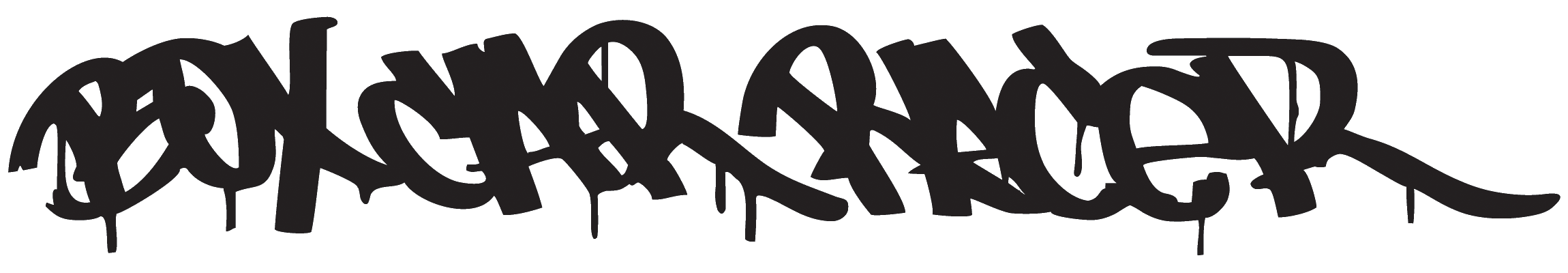
Logo-ul trupei.

Box Car Racer a fost înregistrat pe parcursul a 6 săptămâni începând din decembrie 2001, în principal la Signature Sound în San Diego, California. Decât să petreacă „luni de zile ca să perfecționeze totul pentru o casă de discuri mare și pentru piața pop internațională,” Box Car Racer a urmat un spirit de gen „do it yourself”. Sesiunile pentru album au început rapid, când „descurcărețul” Jerry Finn a trimis o întreagă încărcătură cu echipament la Signature înainte de sosirea sa. Barker și-a înregistrat tobele într-o zi în două clădiri pentru înregistrare diferite în Los Angeles înainte de sesiunile de la Signature. Reprezentanții MCA au venit neanunțați la înregistrări și au fost mulțumiți de ceea ce au auzit. Potrivit jurnalistului Joe Shooman, în timp ce Box Car Racer a fost "în esență un mod de exprimare pentru înclinațiile mai ezoterice ale lui DeLonge, a devenit evident foarte rapid că acesta era un album destinat pentru a fi lansat,” în mare parte datorită popularității explozive a Blink-182 de la vremea aceea. „Orice proiect muzical în care oricare dintre membri ar fi fost implicați era foarte probabil să zboare de pe rafturi.” „Nu cred că a existat vreodată vreun dubiu că va fi lansat - când ai un proiect cu doi membri Blink -182 în el, este destul de greu să nu scoți profit din asta,” a spus inginerul Sam Boukas. „Cred că dacă casa de discuri nu ar fi acoperit costurile pentru album, atunci ar fi făcut-o chiar ei [muzicienii] pentru Box Car Racer.”
Crearea proiectului paralel Box Car Racer a cauzat o mare diviziune în Blink-182, în principal între DeLonge și Mark Hoppus. Cel din urmă dorea foarte mult să facă parte din proiect, dar DeLonge nu voia ca albumul să se transforme într-unul Blink-182. Acesta a susținut că l-a invitat pe Barker ca să nu trebuiască să plătească un toboșar la studio. Cu toate astea, Hoppus s-a simțit trădat în legătură cu proiectul paralel și acest lucru avea să devină o tensiune nerezolvată care a urmărit trupa în anii următori. „La sfârșitul anului 2001 părea că Blink-182 s-a destrămat. Nu se vorbea despre asta, dar asta era senzația,” a spus el mai târziu. În ciuda tensiunilor dintre cei doi, Hoppus și-a împrumutat vocea pentru piesa „Elevator” și a împărtășit idei incipiente pentru următorul album Blink-182.

### Turneul
În timp ce DeLonge a cântat la bas pe albumul de debut al grupului, un basist a rămas neanunțat până când trupa și-a făcut debutul live cu basistul de turneu Anthony Celestino pe 1 aprilie 2002. Aceștia au continuat cu un șir de spectacole live în California până când Blink-182 a pornit în turneu cu Green Day și Jimmy Eat World pentru Pop Disaster Tour pe 17 aprilie. DeLonge nu a anunțat numele melodiilor la spectacolul de debut al trupei de la Mira Mesa Epicentre din San Diego, pentru că erau neterminate („Letters to God” a fost pusă pe listă ca „Maybe I Don't”. Într-o recenzie a spectacolului, jurnalistul MTV News Brian Wallace a remarcat că „În mare parte, Kennedy și basistul Anthony Celestino au fost atenți să nu facă nimic -fizic sau muzical- deoarece ar fi distras atenția de la cântăreții pop punk de marcă ai trupei.”
Albumul Box Car Racer a fost lansat de MCA Records în 21 mai 2002 și a debutat pe un „surprinzător” loc 12 în Billboard 200 în săptămâna care a urmat. Trupa s-a reunit mai târziu în acel an pentru a susține 22 de concerte în turneul din Nordul Americii, avându-i în deschidere pe cei de la The Used. Pe drum, trupa a scris și cântat o nouă piesă și un cover la melodia „Mindy” a lui Barry Manilow. În plus, Barker plănuia să remixeze mai multe piese de pe Box Car Racer pentru un EP și să îmbunătățească albumul cu două piese noi. Trupa a avut ultimul show în Detroit, Michigan în 17 decembrie 2002. Atunci Delonge a spus că i-ar plăcea să experimenteze mai mult cu Box Car Racer într-o zi, „o chestiune de genul o dată la doi ani.”

### Destrămarea
„Am făcut-o pentru mine, indiferent dacă s-ar fi vândut în un milion de exemplare sau doar unul, a fost pentru mine... Am vrut să mă provoc să fac lucruri diferite, sincer nu mi-am dat seama cum îl va face asta să se simtă pe Mark [Hoppus] . —Tom DeLonge ”
DeLonge a renunțat la proiect la mijlocul anului 2003, considerând că acesta și-a urmat cursul. „Sunt multe tensiuni între mine și Mark și de aceea nu va mai fi niciodată alt album Box Car Racer,” a explicat acesta. Sunetul acestui album a inspirat schimbarea de ton și natura experimentală pe care trupa a abordat-o cu albumul Blink-182. „Odată ce ușa a fost deschisă de către Tom și Travis cu Box Car Racer, Mark a început să fie de acord cu conceptul. Acesta a fost mai flexibil și următorul album Blink a reprezentat o ruptură destul de mare de primele două,” a spus inginerul asistent Sam Boukas. „Box Car Racer a deschis o ușă în sensul în care eu cred că cei trei au dorit să fie mai creativi și să aibă mai multă libertate creativă pe albumul următor.”
„A fost nasol,”a spus Hoppus în 2003. „Chiar a fost nasol. Am luat-o foarte personal. A fost o perioadă foarte grea și ciudată pentru trupa noastră. Când Tom și Travis au început proiectul Box Car Racer m-am simțit pe dinafară, basistul uitat.” Tom Bryant de la Kerrang!, care i-a intervievat pe cei doi înainte de lansarea Blink-182 (2003), a remarcat că „acesta este clar un subiect incomod pentru cei doi. Chiar dacă spun că au avut sute de discuții despre asta, este o schimbare ciudată de atmosferă când Hoppus își explică sentimentele... În timp ce totul în tabăra Blink-182 pare că stă pe roze - se pare că acele [scuze] încă trebuie să fie reiterate.” Tensiunile nerezolvate au ajuns la un punct culminant la sfârșitul anului 2004, iar Blink-182 s-a despărțit în februarie 2005.
Într-un interviu pentru MTV News în septembrie 2005, DeLonge a vorbit în detaliu despre impactul pe care Box Car Racer l-a avut asupra grupului ca întreg:
„Este evident că muzica s-a schimbat după ce m-am dus și am făcut Box Car... Unul dintre cele mai nebunești lucruri despre Box Car Racer este că a fost atât cel mai bun, cât și cel mai rău lucru pentru Blink. Evident, a fost motivul pentru care am făcut ultimul album, pe care l-am considerat o capodoperă, dar a provocat și o mare divizare în trupă. A fost foarte greu pentru Mark. I s-a părut foarte jalnic că eu și Travis am făcut asta, dar a fost un lucru total benign din partea mea, pentru că l-am rugat pe Travis să cânte la tobe doar pentru că nu am vrut să plătesc un toboșar de studio. Nu era menită să fie o trupă adevărată.”
Materialul neterminat pentru Box Car Racer a devenit până la urmă parte din următoarea trupă a lui DeLonge, Angels & Airwaves, și din albumul lor de studio de debut, We Don't Need to Whisper (2006). Angels & Airwaves a cântat un cover al piesei „There is” a Box Car Racer la primul lor spectacol live, și de atunci au mai cântat diferite piese Box Car Racer live. Partea a doua a unei piese de pe Box Car Racer „Letters to God Part II” poate fi găsită pe albumul Love din 2010 al Angels and Airwaves.
La începutul lui 2017, DeLonge a spus pe Twitter că a avut o conversație plăcută cu Barker. Asta a stârnit zvonuri că Box Car Racer s-ar reuni. Acestea s-au intensificat atunci când pe 8 mai 2017 DeLonge și-a întrebat fanii pe Twitter pe cine ar trebui să invite pe un album dacă ar face unul.Cu toate astea, niciun anunț nu a mai fost făcut cu privire la o reuniune de atunci. La sfârșitul lui 2020, Barker a scris pe Twitter că în 2021 va fi cea de-a 20-a aniversare a Box Car Racer. Această postare a stârnit un răspuns amuzant din partea lui DeLonge.
Pe 30 aprilie 2021, Allison Hagendorf a lansat al 23-lea episod al podcastului său „Rock This” cu un interviu cu DeLonge în care acesta a confirmat că el și Barker au înregistrat recent o melodie pentru proiectul Box Car Racer care nu a fost lansată încă, spunând:
„"Cred că Travis a spus deja că avem o melodie Box Car. Nu am decis când o vom lansa, dar există una. Și am făcut-o cred că în ultimii doi ani. Dar trebuie doar să ne dăm seama când și cum vom face asta. Dar plănuim să o facem."”

## Stil muzical și influențe
Box Car Racer a fost inspirat de și este în parte un tribut adus trupelor pe care DeLonge le consideră o influență: Jawbox, Quicksand, Fugazi și Refused.
Criticii au catalogat în principal trupa ca fiind pop punk, dar și alte câteva categorii ale genului au fost atribuite acesteia. PopMatters o descrie ca fiind „hardcore/emo/punk rock”, dar în același timp descriind-o și ca pop punk. Usa Today a catalogat trupa ca power pop.

## Membri trupei
Foști membri
- Tom DeLonge – voce principală și secundară, chitare ritmice, chitară bas (numai în studio), pian (2001–2003)
- Travis Barker – tobe, percuție, clape, pian (2001–2003)
- David Kennedy – chitară principală (2001–2003)

Muzicieni de turneu
- Anthony Celestino – chitară bas, backing vocals (2002–2003) „a apărut în videoclipuri”

## Discografie

### Albume de studio
| An   | Titlu | Poziții de vârf în topuri | Poziții de vârf în topuri | Poziții de vârf în topuri | Poziții de vârf în topuri | Poziții de vârf în topuri | Poziții de vârf în topuri | Certificări             |
| An   | Titlu | US                        | AUS                       | CAN                       | GER                       | IRL                       | UK                        | Certificări             |
| ---- | --- | ------------------------- | ------------------------- | ------------------------- | ------------------------- | ------------------------- | ------------------------- | ----------------------- |
| 2002 | Box Car Racer - Lansare: 21 mai 2002 - Casă de discuri: MCA (112894) - Formate: CD, Vinyl, Cassette Tape | 12                        | 30                        | 7                         | 89                        | 49                        | 27                        | - CAN: Aur - UK: Argint |

### Single-uri
| An                              | Titlu       | Poziția de vârf în top | Poziția de vârf în top | Poziția de vârf în top | Album         |
| An                              | Titlu       | US                     | US Alt.                | UK                     | Album         |
| ------------------------------- | ----------- | ---------------------- | ---------------------- | ---------------------- | ------------- |
| 2002                            | "I Feel So" | 120                    | 8                      | 41                     | Box Car Racer |
| 2003                            | "There Is"  | —                      | 32                     | —                      | Box Car Racer |
| "—" denotă că nu a ajuns în top |             |                        |                        |                        |               |